# Saša Papac
Saša Papac (* 7. Februar 1980 in Mostar) ist ein ehemaliger bosnisch-herzegowinischer Fußballspieler und seit November 2017 Sportdirektor des FK Željezničar Sarajevo.

## Karriere

### Verein
Papac begann seine Karriere beim NK Široki Brijeg. Zur Saison 2001/02 wechselte er zum FC Kärnten. Für die Saison 2004/05 wurde er vom FK Austria Wien ausgeliehen und nach der Saison fest verpflichtet. Mit Austria Wien wurde er 2006 österreichischer Meister und Cupsieger und gewann somit das Double. Ein Jahr zuvor gewann das Team auch den Pokal. 2006 wechselte er zu den Glasgow Rangers. Mit den Glasgow Rangers wurde er 2008 schottischer Pokalsieger.
Am 14. Mai 2008 verlor er mit den Glasgow Rangers das UEFA-Cup Finale gegen Zenit St. Petersburg im City of Manchester Stadium mit 0:2.
Papac gab am 27. August 2012 sein Karriereende aus gesundheitlichen Gründen bekannt.

### Nationalmannschaft
Am 11. Oktober 2002 debütierte Papac in der bosnisch-herzegowinischen Fußballnationalmannschaft. Beim Spiel gegen Deutschland stand er in der Startaufstellung.